# Salomé (sångare)
Salomé, född Maria Rosa Marco 21 juni 1939 i Barcelona, är en spansk sångerska. Hon sjöng Vivo cantando, en av de vinnande låtarna i Eurovision Song Contest 1969, året då fyra bidrag delade på segern.